# Kowale (rejon lachowicki)
Kowale (biał. Кавалі; ros. Ковали) – wieś na Białorusi, w obwodzie brzeskim, w rejonie lachowickim, w sielsowiecie Nowosiółki, nad Wiedźmą.
Znajduje tu się przystanek kolejowy Kowale, położony na linii Osipowicze – Baranowicze.

## Historia
W dwudziestoleciu międzywojennym leżały w Polsce, w województwie nowogródzkim, w powiecie baranowickim, do 23 kwietnia 1930 w gminie Darewo, następnie w gminie Lachowicze. W 1921 miejscowość liczyła 61 mieszkańców, zamieszkałych w 10 budynkach, w tym 38 Polaków i 23 Białorusinów. 31 mieszkańców było wyznania rzymskokatolickiego i 30 prawosławnego.
Po II wojnie światowej w granicach Związku Sowieckiego. Od 1991 w niepodległej Białorusi.